# Michaël Van Staeyen
Michaël Van Staeyen (* 13. August 1988 in Antwerpen) ist ein ehemaliger belgischer Radrennfahrer.

## Karriere
Van Staeyen gewann 2009 mit je einer Etappe der Istrian Spring Trophy und der Vuelta Ciclista a León seine ersten internationalen Wettbewerbe. Hierauf fuhr er von 2010 bis 2014 für das Professional Continental Team Topsport Vlaanderen-Mercator. Für diese Mannschaft gewann er 2010 einem Abschnitt der Dänemark-Rundfahrt, eines Etappenrennens der hors categorie, und im Sprint vor Robbie McEwen das Eintagesrennen Memorial Rik Van Steenbergen. Es folgten Siege bei einer Etappe des Étoile de Bessèges 2013 und bei De Kustpijl 2014. Beim Klassiker Paris-Bruxelles belegte er 2012 und 2014 jeweils den vierten Platz. 
Zur Saison 2015 wurde Van Staeyen Mitglied im Team Cofidis. Bei Cofidis und auch in den Folgejahren konnte er an die Erfolge zu Beginn seiner Karriere nicht mehr anknüpfen. Nach dem Scheldeprijs 2022 mit Zielankunft in seinem Heimatort Schoten beendete er seine Karriere als aktiver Radrennfahrer.

## Familie
Michaël Van Staeyen stammt aus einer Radsportfamilie. Sein Großvater Joseph Van Staeyen war von 1940 bis 1957 und sein Onkel Ludo Van Staeyen von 1971 bis 1977 Profi.

## Erfolge
2009
- eine Etappe Istrian Spring Trophy
- eine Etappe Vuelta Ciclista a León

2010
- eine Etappe Post Danmark Rundt
- Memorial Rik Van Steenbergen

2013
- eine Etappe Étoile de Bessèges

2014
- De Kustpijl

2019
- Sprintwertung Ruta del Sol